# Wendy Hughes
Wendy Hughes (* 29. Juli 1952 in Melbourne; † 8. März 2014 in Sydney) war eine australische Schauspielerin.

## Leben
Sie begann ihre schauspielerische Laufbahn im Jahr 1968 mit Auftritten in den diversen Fernsehserien. Ihr Leinwanddebüt gab sie 1974. Es folgten Rollen in zahlreichen weiteren Kino- und Fernsehfilmen.
Von 1985 bis 1993 trat sie auch in mehreren US-amerikanischen Produktionen auf, darunter die Miniserie Amerika, eine wiederkehrende Rolle in Homicide und ein Auftritt in Raumschiff Enterprise: Das nächste Jahrhundert.
Zurück in Australien spielte Wendy Hughes von 1993 bis 1996 eine Hauptrolle in der Fernsehserie Snowy River und in den Jahren 1997 bis 1998 die Hauptrolle der Untersuchungsrichterin Kate Ferrari in der Serie Coroner – Im Dienste der Gerechtigkeit. Ihre Filme während dieser Zeit waren Prinzessin Caraboo (1994) und Paradise Road (1997).
Wendy Hughes war siebenmal für den AFI Award des Australian Film Institute nominiert, den sie 1983 als beste Hauptdarstellerin für ihre Rolle im Film Careful, He Might Hear You gewann.
Hughes hatte einen Sohn mit dem australischen Koch Patric Juillet und eine Tochter mit dem Schauspieler Chris Haywood. Von 1971 bis 1973 war sie auch mit dem Schauspieler Sean Scully verheiratet. Am 8. März 2014 starb sie im Alter von 61 Jahren an den Folgen einer Krebserkrankung.

## Filmografie (Auswahl)
- 1978: Nachrichtenkrieg (Newsfront)
- 1978: Reeker (Puzzle)
- 1979: Meine brillante Karriere (My Brilliant Career)
- 1979: Kostas, der Grieche (Kostas)
- 1980: Die Cash & Carry GmbH (Touch and Go)
- 1981: Ein gefährlicher Sommer (A Dangerous Summer)
- 1983: Zwei einsame Herzen (Lonely Hearts)
- 1987: Amerika (Fernsehserie)
- 1987: Happy New Year
- 1987: Nightrain (Warm Nights on a Slow Moving Train)
- 1988: Luigis Ladies (Luigi's Ladies)
- 1989: Schatten eines Pfaus (Echoes of Paradise)
- 1989: Der Gentleman-Coup (The Heist)
- 1991: Das Schicksal der Jackie O. (A Woman Named Jackie, Miniserie)
- 1993:	Raumschiff Enterprise – Das nächste Jahrhundert (Star Trek: The Next Generation, Folge 6.19: Der Feuersturm (Lessons)), Gastrolle: Lt. Cmdr. Nella Daren
- 1993–1996: Snowy River (Fernsehserie)
- 1993: Homicide (Fernsehserie)
- 1994: Prinzessin Caraboo (Princess Caraboo)
- 1997: Paradise Road
- 2001: Der Mann, der Gott verklagte (The Man Who Sued God)

## Belege
1. ↑  Actress Wendy Hughes dead at 61, abgerufen am 8. März 2014

| Personendaten    | Personendaten               |
| ---------------- | --------------------------- |
| NAME             | Hughes, Wendy               |
| KURZBESCHREIBUNG | australische Schauspielerin |
| GEBURTSDATUM     | 29. Juli 1952               |
| GEBURTSORT       | Melbourne, Australien       |
| STERBEDATUM      | 8. März 2014                |
| STERBEORT        | Sydney, Australien          |